# Pius Köhlmeier
Pius Köhlmeier (* 1. Februar 1877 in Hard; † 2. Dezember 1937 ebenda) war ein österreichischer Politiker (CSP), Lehrer und Schulleiter. Er war von 1923 bis 1928 Abgeordneter zum Vorarlberger Landtag sowie von 1919 bis 1928 Vizebürgermeister von Hard.

## Ausbildung und Beruf
Köhlmeier besuchte zwischen 1892 und 1896 das Lehrerseminar in Feldkirch und legte dort 1896 auch die Matura. Er war ab 1896 als Lehrer in Krumbach-Glatzegg tätig und erhielt 1898 schließlich in Innsbruck die Lehrbefähigungsprüfung. 1902 wechselte er als Lehrer nach Hard, zudem war er von 1931 bis 1937 Schulleiter in Hard. Des Weiteren stand er während des Ersten Weltkriegs von 1914 bis 1918 im Kriegsdienst.

## Politik und Funktionen
Köhlmeier war Mitglied der Christlichsozialen Partei und hatte die Funktion des Ortsparteiobmanns der Christlichsozialen Partei Hard inne. Er war des Weiteren Mitglied des Landeskulturrates und fungierte als Obmann der Bezirksorganisation Bregenz, des Weiteren engagierte er sich als Obmann des Unterländer Bauernvereins und war Mitglied sowie ab 1920 Ausschussmitglied des Vorarlberger Bauernbundes. Köhlmeier kandidierte bei der Landtagswahl 1923 für die Christlichsoziale Partei im Wahlbezirk Bregenz und wurde als Vertreter dieses Wahlkreises am 6. November 1923 im Vorarlberger Landtag angelobt. Er gehörte dem Landtag in der Folge bis zum Ende der Legislaturperiode am 1. April 1928 an.
Lokalpolitisch war Köhlmeier von 1909 bis 1914 sowie von 1918 bis 1928 als Mitglied der Gemeindevertretung von Hard aktiv, des Weiteren war er 1919 Mitglied des Gemeinderates und von 1919 bis 1928 Vizebürgermeister von Hard. Er war des Weiteren als erster Obmann der Vorarlberger landwirtschaftlichen Verwertungs- und Bezugsgenossenschaft ALMA, als Mitglied der Vorarlberger Obstverwertungsgenossenschaft Rankweil und als Mitglied des Obstbauvereins aktiv. Er war 1902 erster Obmann des katholischen Arbeitervereins, Obmann des Harder Kameradschaftsbundes und Mitglied der Heimatwehr. Des Weiteren engagiere er sich als Obmann des Radfahrvereins „Falter“, Dirigent des Kirchenchors Hard und Mitglied des Katholischen Lehrervereins für Vorarlberg.

## Privates
Pius Köhlmeier war der Sohn des Landwirts Johann Martin Köhlmeier (1839–1913) und dessen Gattin Maria Sophia Nagel (1841–1893). Er heiratete am 22. April 1903 in Hard Maria Geuze (1881–1957) und wurde zwischen 1904 und 1908 Vater von drei Kindern.